# Mangora tarapuy
Mangora tarapuy là một loài nhện trong họ Araneidae.
Loài này thuộc chi Mangora. Mangora tarapuy được Herbert Walter Levi miêu tả năm 2007.